# Anna Billewicz
Anna Rozalia z Billewiczów Piłsudska (ur. 1761, zm. 6 sierpnia 1837) – polska szlachcianka, prababka marszałka Józefa Piłsudskiego.
Anna Billewiczówna pochodziła z litewskiego szlacheckiego rodu Billewiczów pieczętujących się herbem Mogiła. Jej ojcem był starosta czerski Walerian Billewicz. Jej matka, Helena pochodziła z rodu kniaziowskiego książąt Połubińskich. Miała siostrę Eufrozynę (ur. 1760, zm. 17 marca 1853 r., żona marszałka szlachty Wincentego Białłozora) oraz czterech braci: Joachima, Józefa, Wincentego i Wojciecha. Została wydana za mąż za Kazimierza Piłsudskiego. Mieli pięcioro dzieci:
- Piotra Pawła (ur. 29 czerwca 1794, zm. 24 listopada 1851) – żonaty z Teodorą Urszulą z hr. Butlerów, dziadek marszałka Józefa Piłsudskiego,
- Walerego (ur. 1796, zm. 8 maja 1877) – żonaty z Anielą z Piłsudskich (zm. 7 maja 1844 r.),
- Jerzego (Jegora) (ur. 1799, zm. 1816/1820) – oficer armii rosyjskiej.
- Józefa – zmarł w młodości
- Teresę.

Anna Piłsudska zmarła 6 sierpnia 1837 roku i została pochowana w mogile, gdzie już spoczywali jej dwaj synowie, a także inni członkowie rodziny.